# Grödig
Grödig – gmina targowa w Austrii, w kraju związkowym Salzburg, w powiecie Salzburg-Umgebung. Leży u podnóża Alp Bawarskich.
Swoją siedzibę ma tutaj występujący w austriackiej Bundeslidze klub piłkarski SV Grödig.